# El Venado, Mineral de la Reforma
El Venado är en ort i Mexiko.   Den ligger i kommunen Mineral de la Reforma och delstaten Hidalgo, i den sydöstra delen av landet, 80 km nordost om huvudstaden Mexico City. El Venado ligger 2 361 meter över havet och antalet invånare är 1 618.
Terrängen runt El Venado är kuperad norrut, men söderut är den platt. Runt El Venado är det tätbefolkat, med 982 invånare per kvadratkilometer. Närmaste större samhälle är Pachuca de Soto, 6,4 km norr om El Venado. Omgivningarna runt El Venado är i huvudsak ett öppet busklandskap.